# Lijst van nummer 1-hits in Australië in 1990
Deze hits stonden in 1990 op nummer 1 in de ARIA Charts, de bekendste hitlijst in Australië.
| Datum        | Artiest                 | Titel                              |
| ------------ | ----------------------- | ---------------------------------- |
| 7 januari    | The B-52's              | Love Shack                         |
| 14 januari   | The B-52's              | Love Shack                         |
| 21 januari   | The B-52's              | Love Shack                         |
| 28 januari   | The B-52's              | Love Shack                         |
| 4 februari   | The B-52's              | Love Shack                         |
| 11 februari  | The B-52's              | Love Shack                         |
| 18 februari  | Aerosmith               | Janie's Got a Gun                  |
| 25 februari  | Sinéad O'Connor         | Nothing Compares 2 U               |
| 4 maart      | Sinéad O'Connor         | Nothing Compares 2 U               |
| 11 maart     | Sinéad O'Connor         | Nothing Compares 2 U               |
| 18 maart     | Sinéad O'Connor         | Nothing Compares 2 U               |
| 25 maart     | Sinéad O'Connor         | Nothing Compares 2 U               |
| 1 april      | Sinéad O'Connor         | Nothing Compares 2 U               |
| 8 april      | Sinéad O'Connor         | Nothing Compares 2 U               |
| 15 april     | Sinéad O'Connor         | Nothing Compares 2 U               |
| 22 april     | Paula Abdul & Wild Pair | Opposites Attract                  |
| 29 april     | Paula Abdul & Wild Pair | Opposites Attract                  |
| 6 mei        | Madonna                 | Vogue                              |
| 13 mei       | Madonna                 | Vogue                              |
| 20 mei       | Madonna                 | Vogue                              |
| 27 mei       | Madonna                 | Vogue                              |
| 3 juni       | Madonna                 | Vogue                              |
| 10 juni      | Heart                   | All I Wanna Do Is Make Love to You |
| 17 juni      | Heart                   | All I Wanna Do Is Make Love to You |
| 24 juni      | Heart                   | All I Wanna Do Is Make Love to You |
| 1 juli       | Heart                   | All I Wanna Do Is Make Love to You |
| 8 juli       | Roxette                 | It must have been love             |
| 15 juli      | Roxette                 | It must have been love             |
| 22 juli      | MC Hammer               | U Can't Touch This                 |
| 29 juli      | MC Hammer               | U Can't Touch This                 |
| 5 augustus   | MC Hammer               | U Can't Touch This                 |
| 12 augustus  | MC Hammer               | U Can't Touch This                 |
| 19 augustus  | MC Hammer               | U Can't Touch This                 |
| 26 augustus  | Faith No More           | Epic                               |
| 2 september  | Faith No More           | Epic                               |
| 9 september  | Faith No More           | Epic                               |
| 16 september | Jon Bon Jovi            | Blaze of Glory                     |
| 23 september | Jon Bon Jovi            | Blaze of Glory                     |
| 30 september | Jon Bon Jovi            | Blaze of Glory                     |
| 7 oktober    | Jon Bon Jovi            | Blaze of Glory                     |
| 14 oktober   | Jon Bon Jovi            | Blaze of Glory                     |
| 21 oktober   | Jon Bon Jovi            | Blaze of Glory                     |
| 28 oktober   | Young MC                | Bust a Move                        |
| 4 november   | Skyhooks                | Jukebox in Siberia                 |
| 11 november  | Skyhooks                | Jukebox in Siberia                 |
| 18 november  | Deee-Lite               | Groove Is in the Heart             |
| 25 november  | The Righteous Brothers  | Unchained Melody                   |
| 2 december   | The Righteous Brothers  | Unchained Melody                   |
| 9 december   | The Righteous Brothers  | Unchained Melody                   |
| 16 december  | The Righteous Brothers  | Unchained Melody                   |
| 23 december  | The Righteous Brothers  | Unchained Melody                   |
| 30 december  | Geen lijst verschenen   | Geen lijst verschenen              |